# 금강도서관
금강도서관은 전북특별자치도 군산시에 있는 공립 도서관이다.

## 연혁
- 2022년 8월 18일 개관.